# Natália Vasko
Natalya Lubomyrivna Vasko (em ucraniano: Наталія Любомирівна Васько) (nascida em 19 de outubro de 1972) é uma atriz e apresentadora de televisão ucraniana. De 1999 a 2019, ela foi atriz principal do Kyiv National Academic Molodyy Theatre. Ela ganhou o prêmio Golden Dzyga na categoria "Melhor Atriz Coadjuvante" no filme The Nest of the Turtledove (2017). Ela também é membro da Academia de Cinema da Ucrânia.

## Biografia
Vasko nasceu em 19 de outubro de 1972 em Chervonohrad, Oblast de Lviv. Em sua juventude, ela se envolveu no teatro da criatividade infantil "Fairytale", onde desempenhou uma ampla gama de papéis, de princesas a monstros. Depois da escola, na segunda tentativa, ela ingressou na Kyiv National IK Karpenko-Kary Theatre, Cinema and Television University, onde se formou em 1994. Desde a 4ª série, ela tocou no Kyiv Acaemic Theatre of Drama and Comedy. De 1999 a 2019, ela foi a atriz principal do Kyiv National Academic Molodyy Theatre.
Em 2008, Vasko apresentou o programa "Morning with Inter" no canal de TV ucraniano Inter.

## Vida pessoal
Do primeiro casamento, Vasko tem uma filha, Yulia (n. 1997). Em 28 de fevereiro de 2022, durante a invasão russa da Ucrânia, Vasko casou-se com Andriy Shestov, com quem esteve junto nos últimos oito anos.